# Liste der Monuments historiques in Pogny
Die Liste der Monuments historiques in Pogny führt die Monuments historiques in der französischen Gemeinde Pogny auf.

## Liste der Immobilien
| Bezeichnung                  | Beschreibung           | Standort                        | Kennzeichnung | Schutzstatus | Datum | Bild           |
| ---------------------------- | ---------------------- | ------------------------------- | ------------- | ------------ | ----- | -------------- |
| Kirche Nativité-de-la-Vierge | ab dem 12. Jahrhundert | Rue du General de Gaulle (Lage) | PA00078766    | Classé       | 1915  | weitere Bilder |

## Liste der Objekte
| Bezeichnung                        | Beschreibung                                                                           | Standort                                   | Kennzeichnung | Schutzstatus | Datum | Bild |
| ---------------------------------- | -------------------------------------------------------------------------------------- | ------------------------------------------ | ------------- | ------------ | ----- | ---- |
| Skulptur Sitzende Madonna mit Kind | Stein, 14. Jahrhundert                                                                 | in der Kirche Nativité-de-la-Vierge (Lage) | PM51000644    | Classé       | 1908  |      |
| Passionsretabel                    | Stein, farbig gefasst, 14. Jahrhundert; im Pfarrhaus deponiert                         | in der Kirche Nativité-de-la-Vierge (Lage) | PM51001295    | Classé       | 1981  |      |
| Sessel                             | Holz, Anfang des 19. Jahrhunderts                                                      | in der Kirche Nativité-de-la-Vierge (Lage) | PM51003118    | Inscrit      | 1976  |      |
| Zelebrantenstuhl                   | Holz, Stoff, 18. Jahrhundert                                                           | in der Kirche Nativité-de-la-Vierge (Lage) | PM51002439    | Inscrit      | 1976  |      |
| Wandtabernakel                     | Holz, vergoldet, 18. Jahrhundert                                                       | in der Kirche Nativité-de-la-Vierge (Lage) | PM51002541    | Inscrit      | 1977  |      |
| Seitenaltar                        | Holz, 19. Jahrhundert                                                                  | in der Kirche Nativité-de-la-Vierge (Lage) | PM51002438    | Inscrit      | 1976  |      |
| Hauptaltar                         | Altartisch, Retabel und Skulpturen; Stein, farbig gefasst, Anfang des 18. Jahrhunderts | in der Kirche Nativité-de-la-Vierge (Lage) | PM51000646    | Classé       | 1978  |      |
| Taufbecken                         | Stein, Kupferdeckel, 17. Jahrhundert                                                   | in der Kirche Nativité-de-la-Vierge (Lage) | PM51002440    | Inscrit      | 1976  |      |
| Prozessionsstab Madonna            | Holz, 18. Jahrhundert                                                                  | in der Kirche Nativité-de-la-Vierge (Lage) | PM51003119    | Inscrit      | 1980  |      |
| Friedhofskreuz                     | Fragment des Aufsatzes; Stein, 14. Jahrhundert                                         | auf dem Friedhof (Lage)                    | PM51000645    | Classé       | 1981  |      |
| Kerzenständer                      | Holz, Gusseisen, Anfang des 19. Jahrhunderts                                           | in der Kirche Nativité-de-la-Vierge (Lage) | PM51003120    | Inscrit      | 1980  |      |